# Читанова
Читанова је насеље у Италији у округу Ређо ди Калабрија, региону Калабрија.
Према процени из 2011. у насељу је живело 9368 становника. Насеље се налази на надморској висини од 409 м.

## Становништво
Према резултатима пописа становништва 2011. у општини је живело 10.344 становника.
| 1951.  | 1961.  | 1971.  | 1981.  | 1991.  | 2001.  | 2011.  |
| ------ | ------ | ------ | ------ | ------ | ------ | ------ |
| 15.777 | 12.880 | 11.863 | 10.926 | 10.540 | 10.675 | 10.344 |

## Партнерски градови
- Ивангород
- Калтанисета